# Tamarack Creek
La Tamarack Creek est un cours d'eau américain qui coule dans le comté de Mariposa, en Californie. Elle se jette dans la Cascade Creek. L'ensemble de son cours est situé dans la Yosemite Wilderness, au sein du parc national de Yosemite.
Dans son récit de voyage Un été dans la Sierra, publié en 1911, John Muir indique que le 11 juillet 1869, pendant une transhumance à laquelle il participait cette année-là, il se trouvait sur les bords de la rivière, dont il chante la qualité de l'eau, « un véritable champagne, glacée, délicieuse, grisante ».

## Géographie
Ce cours d'eau travers le Tamarack Flat.